# EDUCAIDS
EDUCAIDS -the Global Initiative on Education and HIV & AIDS ist ein seit 2004 bestehendes Programm der UNO-Sonderorganisation UNESCO. Es hat die Verhinderung der Weiterverbreitung der Immunschwächekrankheit AIDS und deren Auslöser HIV zum Ziel und will die Auswirkungen der Seuche auf die Bildungssysteme der betroffenen Länder abschwächen. Von dem Programm profitieren hauptsächlich Entwicklungs- und Schwellenländer.